# Férfi 10 méteres szinkronugrás a 2011-es úszó-világbajnokságon
A férfi 10 méteres szinkronugrást a 2011-es úszó-világbajnokságon július 17. rendezték meg. A selejtezőt reggel, a döntőt este.

## Eredmény
| Helyezés  | Ugrók                                    | Nemzetiség | Selejtező | Selejtező | Döntő     | Döntő    |
| Helyezés  | Ugrók                                    | Nemzetiség | Pont      | Helyezés  | Pont      | Helyezés |
| --------- | ---------------------------------------- | ---------- | --------- | --------- | --------- | -------- |
| Aranyérem | Csin Po Huo Liang                        | CHN        | 477.96    | 1         | 480.03    | 1        |
| Ezüstérem | Patrick Hausding Sascha Klein            | GER        | 441.12    | 3         | 443.01    | 2        |
| Bronzérem | Olekszandr Horskovozov Olekszandr Bondar | UKR        | 423.99    | 6         | 435.36    | 3        |
| 4         | Ilja Zaharov Viktor Minyibajev           | RUS        | 429.84    | 4         | 427.98    | 4        |
| 5         | David Boudia Nick McCrory                | USA        | 447.21    | 2         | 420.69    | 5        |
| 6         | Peter Waterfield Tom Daley               | GBR        | 424.47    | 5         | 407.46    | 6        |
| 7         | Germán Sánchez Iván García               | MEX        | 419.58    | 7         | 393.09    | 7        |
| 8         | Eric Sehn Kevin Geyson                   | CAN        | 386.22    | 9         | 386.70    | 8        |
| 9         | Murakami Kazuki Okamoto Ju               | JPN        | 396.12    | 8         | 380.52    | 9        |
| 10        | Tyimofej Gordejcsik Vadim Kaptur         | BLR        | 372.57    | 11        | 378.78    | 10       |
| 11        | Juan Ríos Víctor Ortega                  | COL        | 372.96    | 10        | 374.43    | 11       |
| 12        | Jeinkler Aguirre José Guerra             | CUB        | 368.01    | 12        | 371.82    | 12       |
| 16.5      | H09.5                                    |            |           |           | 00:55.635 | O        |
| 13        | Francesco Dell’Uomo Maicol Verzotto      | ITA        | 361.86    | 13        |           |          |
| 14        | Hugo Parisi Rui Marinho                  | BRA        | 347.01    | 14        |           |          |
| 15        | Edickson Contreras Enrique Rojas         | VEN        | 333.00    | 15        |           |          |
| 16        | Ri Hyon-Ju Hyon Il-Myong                 | PRK        | 316.77    | 16        |           |          |
| 17        | Noor Husaini Muhammad Nasrullah          | INA        | 304.80    | 17        |           |          |